# Зорро (телесериал, 2024)
«Зорро» (исп. Zorro) — испанский телесериал, премьера которого состоялась 19 января 2024 года на Prime Video. В России сериал вышел 26 января 2024 года в онлайн-кинотеатре Premier и на телеканале ТВ-3. Роль Зорро исполнил Мигель Бернардо.

## Производство
В октябре 2023 года проект был представлен на рынке медиаконтента MIPCOM в Каннах.
Премьера состоялась 19 января 2024 года в США и Латинской Америке на Amazon Prime. В России сериал вышел 26 января 2024 года в онлайн-кинотеатре Premier и на телеканале ТВ-3.
Съёмками занималась компания Secuoya Studios по заказу Prime Video. Режиссёром стал Хавьер Кинтас, продюсером — Джон Герц. Главную роль исполнил актёр Мигель Бернардо.
Сериал 2024 года является двадцать шестой экранизацией истории о Зорро и состоит из 10 серий.
«Наш «Зорро» по стилистике напоминает комикс про супергероев, так как мы стремились сделать героев ближе зрителям нового поколения, и при этом все персонажи — с их характерами, особенностями, навыками — остались такими, какими мы и привыкли их видеть в классических произведениях.Шоураннеры проекта, 

## Сюжет
Действие разворачивается в 1834 году в Калифорнии, которая охвачена беспорядками. Местные жители вынуждены защищаться и противостоять представителям коррумпированных властей.
Дон Диего де ла Вега оставляет учёбу в Испании и приезжает в Лос-Анджелес. Кто-то убил его отца, он хочет найти того, кто это сделал, и отомстить ему. Главный герой надевает маску Зорро. Ему приходится противостоять мексиканскому губернатору Педро Виктория, который мечтает избавиться от Зорро. Но губернатор не единственный враг Зорро, ему противостоит ещё и юная индианка На-Лин.

## В ролях
- Мигель Бернардо — Дон Диего де ла Вега[2]
- Рената Нотни — Лолита Маркес;
- Далия Чукоатль — На-Лин;
- Эмильяно Зурита — Монастерио;
- Пако Тоус — Mudo;
- Родольфо Санчо — губернатор Педро Виктория;
- Кристо Фернандес — предыдущий Зорро;
- Луис Тосар — Алехандро де ла Вега[5].

## Дубляж
На русский язык роли дублировали:
- Андрей Вальц — Джоэль Боскед
- Станислав Тикунов — Мигель Бернардо
- Антон Савенков — Эмильяно Зурита

## Критика
Сюжет сериала следует канону, но при этом учитывается то, что съёмки проходят в XXI веке. Героини сериала — отважные и самодостаточные женщины, а не девушки, которые отчаянно нуждаются в помощи. Сериал — это история о том, что прирождённых героев нет — ими становятся в связи с жизненными обстоятельствами.